# Karia Arkemán
Karia Arkemán (en árabe: قرية أركمان‎, en lenguas bereberes: ⵇⵕⵢⵜ ⴰⵕⴽⵎⴰⵏ, en francés: Kariat Arekmane) es la cabecera del municipio marroquí de Arkemán, en la región Oriental. Desde 1912 hasta 1956 perteneció a la zona norte del Protectorado español de Marruecos.